# Robert Curbeam
Robert Lee Curbeam Jr. (ur. 5 marca 1962 w Baltimore, stan Maryland, USA) – inżynier, komandor porucznik, amerykański astronauta.

## Wykształcenie oraz służba wojskowa
- 1980 – ukończył szkołę średnią (Woodlawn High School) w Baltimore, stan Maryland.
- 1984 – został absolwentem Akademii Morskiej Stanów Zjednoczonych w Annapolis (United States Naval Academy) otrzymując licencjat z aeronautyki. Następnie wstąpił do Marynarki Wojennej Stanów Zjednoczonych. Tam skierowano go na wstępne przeszkolenie lotnicze.
- 1985 – zdobył kwalifikacje pilota lotnictwa morskiego.
- 1986-1991 – został skierowany do służby w 11 eskadrze myśliwców stacjonującej na lotniskowcu USS Forrestal (CV-59). Uczestniczył w rejsach bojowych po Morzu Śródziemnym, Morzu Karaibskim, Oceanie Lodowatym i Oceanie Indyjskim. Będąc w tej jednostce został przyjęty w 1989 do Szkoły Myśliwców Lotnictwa Morskiego „TOPGUN” (Navy Fighter Weapons School „Topgun”). Ukończył ją w grudniu 1991. Równolegle w 1990 uzyskał tytuł magistra inżynierii lotniczej w Podyplomowej Szkole Marynarki Wojennej (U.S. Naval Postgraduate School) w Monterey. Rok później na tej samej uczelni otrzymał tytuł inżyniera dyplomowanego w zakresie techniki lotniczej i kosmicznej.
- 1991-1994 – w grudniu 1991 został przeniesiony do dyrektoriatu testów samolotów szturmowych (Strike Aircraft Test Directorate), gdzie zajmował się projektowaniem uzbrojenia do samolotu F-14A/B.
- 1994 – w sierpniu powrócił do Akademii Morskiej Stanów Zjednoczonych. Był tam instruktorem na wydziale broni i projektowania systemów.

## Kariera astronauty
- 1994 – 8 grudnia został przyjęty do 15 grupy astronautów NASA.
- 1996 – zakończył przeszkolenie podstawowe i uzyskał kwalifikacje specjalisty misji. Później pracował w Biurze Astronautów NASA w dziale wsparcia komputerowego (Computer Support Branch).
- 1997 – w sierpniu na pokładzie wahadłowca kosmicznego Discovery wziął udział w misji STS-85. Został też wyznaczony do wyprawy STS-99 realizującej zadania w ramach budowy ISS.
- 1999 – we wrześniu został przeniesiony do załogi STS-98. Zastąpił w niej astronautę Marka Lee.
- 2001 – w lutym na pokładzie Atlantisa wziął udział w blisko 12-dniowej misji STS-98, w czasie której pracował na Międzynarodowej Stacji Kosmicznej. Po tej misji został szefem wydziału łączności z załogami przebywającymi na ISS oraz amerykańskich wahadłowcach (CAPCOM Branch).
- 2002 – 27 lutego został mianowany specjalistą misji w załodze wyprawy STS-116. Start wahadłowca był zaplanowany 30 maja 2003. Po  katastrofie wahadłowca Columbia plan lotów został jednak gruntownie zmieniony, a misję przesuwano wielokrotnie.
- 2006 – w grudniu uczestniczył w misji STS-116.

Pracował na różnych kierowniczych stanowiskach w NASA, m.in. był zastępcą dyrektora Wydziału Lotów Załogowych (Flight Crew Operations).
W listopadzie 2007 opuścił NASA i marynarkę, by podjąć pracę w sektorze prywatnym.

## Loty kosmiczne
- STS-85 (Discovery F-23);

W swoją pierwszą kosmiczną misję udał się na pokładzie wahadłowca Discovery 7 sierpnia 1987. Wyprawą dowodził Curtis Brown, a pilotem był Kent Rominger. Funkcję specjalisty misji, tak jak i Curbeam, pełnili również: Nancy Jan Davis (MS-1), Stephen Robinson (MS-3). Kanadyjski astronauta Bjarni Tryggvason był natomiast specjalistą ładunku (PS-1). Zasadniczym zadaniem w programie lotu było wyniesienie na orbitę satelity do badania atmosfery Ziemi CRISTA-SPAS (Cryogenic Infrared Spectrometers and Tel Copes for the Atmosphere) i sprowadzenie go później do ładowni wahadłowca. Poza tym testowano prototyp manipulatora (JEMRMS) dla japońskiego modułu Międzynarodowej Stacji Kosmicznej. Przeprowadzono również ponad 20 badań i eksperymentów naukowych z dziedziny medycyny i ekologii. Astronauci prowadzili również obserwacje komety Hale’a-Boppa. Powrót astronautów na Ziemię nastąpił 19 sierpnia 1997. Wahadłowiec Discovery wylądował w KSC na Przylądku Canaveral na Florydzie.
- STS-98 (Atlantis F-23);

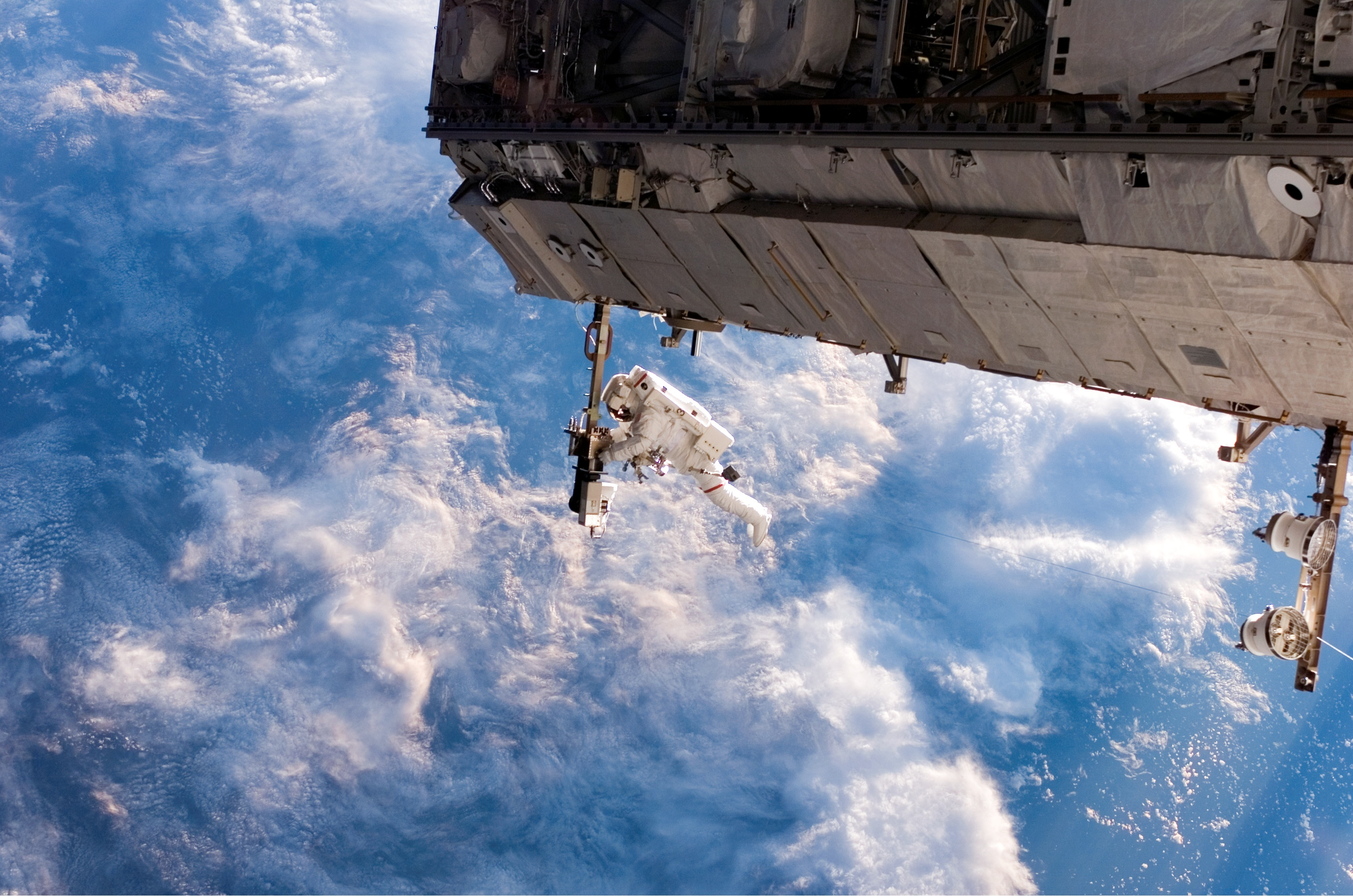
Misja STS-116; Curbeam podczas pierwszego spaceru kosmicznego (EVA) na zewnątrz ISS.

7 lutego 2001 udał się w kosmos po raz drugi jako specjalista misji (MS-1) na pokładzie wahadłowca Atlantis. Wyprawą dowodził Kenneth Cockrell, a pilotem wahadłowca był Mark Polansky. Funkcję specjalisty misji pełnili również Marsha Ivins (MS-2) oraz Thomas Jones (MS- 3). Podstawowym zadaniem załogi było dostarczenie na Międzynarodową Stację Kosmiczną modułu Destiny. Dwa dni później – 9 lutego – prom przycumował do ISS. 10 lutego Curbeam oraz Thomas Jones przez ponad 7,5 godziny pracowali na zewnątrz stacji orbitalnej. W tym czasie przy pomocy manipulatora RMS Marsha Ivins przemieściła z ładowni moduł Destiny i przyłączyła go do ISS, a obaj astronauci połączyli go ze stacją kablami energetycznymi i hydraulicznymi. Podczas drugiego, blisko 7-godzinnego spaceru kosmicznego, który miał miejsce 12 lutego Curbeam i Jones m.in. zainstalowali na nowym module łącznik PMA-2. Dwa dni później podczas trzeciego wyjścia w otwarty kosmos obaj astronauci przez ponad 5 godzin skontrolowali połączenia hydrauliczne systemu chłodzenia Destiny, zainstalowali nową antenę oraz przetestowali mały plecak napędowy SAFER (Simplified Aid For EVA Rescue). 16 lutego prom odłączył się od stacji orbitalnej i po dwukrotnym przesuwania terminu 20 lutego wylądował w bazie Edwards w Kalifornii.
- STS-116 (Discovery);

## Nagrody i odznaczenia
- Navy Commendation Medal – dwukrotnie
- Armed Forces Expeditionary Medal
- National Defense Service Medal
- Navy Sea Service Deployment Ribbon
- Universal Astronaut Insignia za lot orbitalny (nr 361) – Stowarzyszenie Uczestników Lotów Kosmicznych (Association of Space Explorers(inne języki))[1]

## Wykaz lotów
| Loty kosmiczne, w których uczestniczył Robert L. Curbeam.               | Loty kosmiczne, w których uczestniczył Robert L. Curbeam. | Loty kosmiczne, w których uczestniczył Robert L. Curbeam. | Loty kosmiczne, w których uczestniczył Robert L. Curbeam. | Loty kosmiczne, w których uczestniczył Robert L. Curbeam. | Loty kosmiczne, w których uczestniczył Robert L. Curbeam. | Loty kosmiczne, w których uczestniczył Robert L. Curbeam. |
| №                                                                       | Data startu                                               | Statek kosmiczny                                          | Data lądowania                                            | Statek kosmiczny                                          | Funkcja                                                   | Czas trwania                                              |
| ----------------------------------------------------------------------- | --------------------------------------------------------- | --------------------------------------------------------- | --------------------------------------------------------- | --------------------------------------------------------- | --------------------------------------------------------- | --------------------------------------------------------- |
| 1                                                                       | 7 sierpnia 1997                                           | STS-85 Discovery F-23                                     | 19 sierpnia 1997                                          | STS-85 Discovery F-23                                     | Specjalista misji (MS-2)                                  | 11 dni 20 godzin 26 minut i 58 sekund                     |
| 2                                                                       | 7 lutego 2001                                             | STS-98 Atlantis F-23                                      | 20 lutego 2001                                            | STS-98 Atlantis F-23                                      | Specjalista misji (MS-1)                                  | 12 dni 21 godzin 20 minut i 3 sekundy                     |
| 3                                                                       | 10 grudnia 2006                                           | STS-116 Discovery F-33                                    | 22 grudnia 2006                                           | STS-116 Discovery F-33                                    | Specjalista misji (MS-2)                                  | 12 dni 20 godzin 44 minuty i 24 sekundy                   |
| Łączny czas spędzony w kosmosie – 37 dni 14 godzin 31 minut i 25 sekund |                                                           |                                                           |                                                           |                                                           |                                                           |                                                           |